# Astridia lutata
Astridia lutata är en isörtsväxtart som först beskrevs av L. Bol., och fick sitt nu gällande namn av Hans Christian Friedrich och Franz Xaver von Hartmann. Astridia lutata ingår i släktet Astridia och familjen isörtsväxter. Inga underarter finns listade i Catalogue of Life.